# Elif Şafak
Elif Şafak, född 1971 i Strasbourg, Frankrike, är en turkisk författare. Hon har skrivit på turkiska, engelska och franska. Hon har fått många utmärkelser men har också kritiserats av nationalister i Turkiet för sitt författarskap.